# Cambarus ludovicianus
Cambarus ludovicianus е вид ракообразно от семейство Cambaridae. Видът не е застрашен от изчезване.

## Разпространение
Разпространен е в САЩ (Алабама, Арканзас, Кентъки, Луизиана, Мисисипи, Мисури, Оклахома, Тексас и Тенеси).